# USS Bayfield (APA-33)
L’USS Bayfield (APA-33) est un navire de transport d'attaque (en) de classe Bayfield (en).

## Construction
L’USS Bayfield est baptisé en hommage au comté de Bayfield et est le seul navire de l'US Navy à porter ce nom.
Il est commandé sous le nom de SS Sea Bass en vertu d'un contrat de la Commission maritime le 14 novembre 1942 à San Francisco, en Californie, avec la Western Pipe and Steel Company. La coque est affectée à la Marine en tant que transport naval AP-78 et renommée transport d'attaque APA-33 le 1er février 1943.
APA-33 est lancé le 15 février. La Navy acquiert le navire le 30 juin, le rebaptise Bayfield et le met en service réduit le même jour. Il quitte San Francisco le 7 juillet et arrive à Brooklyn, New York le 29 juillet, où il est mis hors service et converti par l'Atlantic Basic Iron Works en transport d'attaque. Le navire achevé est mis en service le 20 novembre 1943 sous le commandement du capitaine Lyndon Spencer. Après une croisière dans la baie de Chesapeake et des réparations ultérieures au Norfolk Naval Shipyard, il effectue un entraînement amphibie en janvier 1944, subit des réparations supplémentaires et est déclaré prêt pour la mer le 3 février.

## Histoire

### Seconde Guerre mondiale

#### Normandie
L’USS Bayfield reçoit l'ordre de New York d'embarquer des troupes pour le service en Europe. Le 11 février, le navire quitte New York avec un convoi à destination des îles britanniques et arrive à Glasgow, en Écosse, le 22 février. Il va ensuite à l'île de Portland, en Angleterre, pour attendre les commandes.
Le 11 mars, le Bayfield fait le court trajet vers Plymouth et rejoint un groupe de navires amphibies qui mettent le cap vers l'ouest de l'Écosse. Les navires atteignent la Clyde le 14 mars et font des exercices de débarquement jusqu'au 21 mars en préparation de la bataille de Normandie.
Le 29 mars, il arbore le drapeau du commandant de la force «U» (contre-amiral Don P. Moon) et sert de quartier général pour la planification du débarquement sur Utah Beach. Il se joint à d'autres navires à destination de la Normandie pour pratiquer des manœuvres et des opérations tactiques pendant de courtes périodes en cours jusqu'au 26 avril puis des répétitions à grande échelle jusqu'au 4 mai.
Le Bayfield jette l'ancre à Plymouth le 29 avril et commence le 7 mai à embarquer des troupes du 8e régiment d'infanterie et du 87rd Chemical Battalion. Le 5 juin, la force d'invasion achève tous les préparatifs et se met en route pour la baie de Seine. Passant le long d'un chenal balayé marqué par des bouées lumineuses, le Bayfield et les autres transports atteignent leurs positions désignées tôt le matin du 6 juin et débarquent leurs troupes. Yogi Berra est à bord ce jour derrière une mitrailleuse.
Après avoir débarqué ses troupes, le Bayfield sert de ravitailleur et navire-hôpital en plus de ses fonctions de navire amiral. Le 7 juin, il se déplace vers un mouillage à 8 km de la plage et fait de la fumée dans la nuit pour protéger le mouillage de l'Utah des attaques de la Luftwaffe.

#### Provence
Le 25 juin, le Bayfield retourne à Devonport et rejoint le 5 juillet le groupe de travail 120.6 à destination de l'Algérie. À son arrivée à Oran le 10 juillet, le groupe est dissout, le Bayfield continue son chemin vers l'Italie. À Naples, le contre-amiral Moon prend le commandement de la Force opérationnelle 8 ou Force "Camel", pour le débarquement en Provence.
À la suite du suicide du contre-amiral Moon, victime de la "fatigue de combat" le 5 août, le contre-amiral Spencer Lewis prend le commandement de la TF 87 le 13 août. Tôt le 15 août, il débarque des troupes de la 36e division d'infanterie américaine à l'est de Saint-Raphaël. Les combats retiennent le Bayfield pendant près d'un mois. Il revient à Naples le 10 septembre et a trois jours plus tard l'ordre de rejoindre un convoi transatlantique à Oran. Le transport d'attaque vient par Bizerte pour embarquer des passagers pour le transport vers les États-Unis et quitte Oran avec son convoi le 16 septembre. Il arrive à Norfolk le 26 septembre, débarque ses passagers et entre dans le chantier naval de Norfolk pour une révision.

#### Pacifique
Le transport d'attaque passe la première semaine de novembre à se préparer pour le service dans le Pacifique. Il charge des fournitures et part le 7 novembre pour le canal de Panama, en transit vers Hawaï. Le Bayfield arrive à Pearl Harbor le 26 novembre. Entre le 6 décembre et le 18 janvier 1945, le navire participe à cinq débarquements amphibies d'entraînement à Maui.
Le Bayfield quitte Pearl Harbor le 27 janvier 1945 et s'arrête à Eniwetok pour le carburant avant d'arriver à Saipan le 11 février. Après les répétitions au large de Tinian les 12 et 13 février, le Corps expéditionnaire interarmées (TF 51) part le 16 février pour Iwo Jima.
Le Bayfield débarque des troupes de la 4e division des Marines le jour J, le 19 février puis le reste du mois sert à la fois d'hôpital et de prison. Le Bayfield retourne aux îles Mariannes le 1er mars pour préparer la campagne des îles Ryūkyū. Les 6 et 7 mars, il charge des fournitures et du matériel de la 2e division des Marines et se met en route le 11 pour des exercices de répétition préparatoires à la bataille d'Okinawa.
Il quitte les Mariannes le 27 mars et se rend au large de la côte sud-est d'Okinawa le 1er avril. Le transport d'attaque et d'autres unités du groupe de démonstration "Charlie" simulent un débarquement sur la côte sud pour détourner l'attention des débarquements réels sur les plages de Hagushi. Bien que la ruse n'ait pas trompé les Japonais, le TG 51.2 a plus d'attaques aériennes japonaises que les vrais débarquements. Les Hinsdale et USS LST-884 sont gravement endommagés par des kamikazes.
Le groupe continue l'opération le lendemain puis se retire vers la mer pour attendre les ordres. Les troupes du Bayfield ne sont pas nécessaires à Okinawa, et le 11 avril, se met en route pour Saipan, où il débarque le 14 et reste en cours de maintenance et de réparation jusqu'au 4 juin.
Le Bayfield navigue pour les îles Salomon le 4 juin pour charger la cargaison et la rapprocher des combats. Il s'arrête à Tulagi le 12 et à Espiritu Santo le 17. Il atteint le 1er juillet les Mariannes et débarque à Tinian le 9 juillet et à Saipan le 13 juillet. Après avoir pris des passagers, le Bayfield va à Guam où il arrive le 14 juillet. Deux jours plus tard, le transport met le cap sur la Californie.
À San Francisco le 30 juillet, le Bayfield entre en cale sèche pour une révision majeure avant l'invasion attendue des îles japonaises. Cependant, les hostilités prennent fin le 15 août alors que le navire est en réparation. Dix jours plus tard, le Bayfield quitte San Francisco, passe par Eniwetok, les îles Marshall pour la baie de Subic et Zamboanga aux Philippines. À Eniwetok, le 7 septembre, des ordres révisés l'envoient vers Tacloban, où il arrive le 14 septembre et se présente au commandant du groupe amphibie 3 en mission dans l'occupation d'Aomori, au Japon. Le 17 septembre, le Bayfield embarque des soldats et du matériel de la 81e division d'infanterie. Le débarquement à Aomori a lieu le 25 septembre conformément au calendrier.
Après avoir débarqué les troupes, le Bayfield retourne aux Mariannes le 4 octobre et rejoint la flotte de l'opération Magic Carpet. Il embarque un ensemble complet d'anciens combattants de retour à Saipan et à Tinian avant de rentrer le 7 octobre. À son arrivée à San Pedro (Los Angeles), le 20 octobre, il débarque des passagers, y compris le personnel de TransRon 15. Après des réparations, le navire transporte des troupes d'occupation en Corée en novembre 1945 et janvier 1946, revenant de chaque voyage avec un contingent complet d'anciens combattants.

### Après-guerre
En mars 1946, le transport d'attaque à l'ordre à Pearl Harbor de prendre part à l'opération Crossroads, les tests de bombe atomique à l'atoll de Bikini en juillet. Il quitte Oahu le 2 avril et passe par Kwajalein et Eniwetok pour Bikini avec des fournitures et du matériel. Il retourne à Pearl Harbor au début de mai pour prendre plus de marchandises et revient à Bikini le 1er juin. Le Bayfield sert de navire de caserne pour les équipages des navires cibles.
Le 30 juin, il se positionne à 22 miles du site du test initial "ABLE", une explosion aérienne à 9h00 le 1er juillet 1946. Après l'explosion, le Bayfield entre dans la lagune et jette l'ancre à 17h28 ce jour-là. Il y reste jusqu'au 18 juillet, offrant des espaces d'accostage pour les membres des équipes d'enquête et de surveillance jusqu'à ce qu'ils puissent retourner sur leurs propres navires. Il participe à une répétition d'une journée pour le test "BAKER".
Le 24 juillet, le Bayfield quitte la lagune et à 8h35 le 25, observe la détonation sous-marine à une distance de 15 miles. Il revient au mouillage à l'aube le lendemain matin et reste jusqu'au 3 août. Il s'arrête à Kwajalein pour vérifier les niveaux de contamination, reprend son voyage le 8 août et arrive à San Francisco le 20. Le 28 août 1946, le Bayfield arrive au chantier naval de Puget Sounds (PSNS) à Bremerton Washington pour une décontamination supplémentaire à la suite de l'essai de souffle atomique sur le site d'essai de l'atoll de Bikini.
Le transport d'attaque continue à servir avec la flotte du Pacifique effectuant deux autres croisières vers la Chine jusqu'à rejoindre la flotte de l'Atlantique en novembre 1949. Basé à Norfolk, il opère le long de la côte est et aux Antilles jusqu'à la mi-août 1950, lorsque le déclenchement de la guerre de Corée le 25 juin le rappelle dans le Pacifique.
Le Bayfield arrive à Kobe, au Japon, le 16 septembre et, le lendemain, part pour Inchon, en Corée. Il passe les sept mois suivants à fournir un soutien logistique aux forces des Nations unies en Corée. Il revient à San Diego le 26 mai 1951 et, à l'exception d'une croisière au Japon et retour en septembre 1951, ne revient en Extrême-Orient qu'en mars 1952, à nouveau pour soutenir les troupes en Corée.
Au cours des deux années suivantes, le Bayfield effectue trois autres croisières vers l'Orient et effectue des tâches spéciales en août et septembre 1954, aidant à l'évacuation des réfugiés résultant de la partition du Vietnam. En tant que l'un des plus de 40 navires amphibies employés dans l'opération Passage to Freedom, le navire fournit de la nourriture, un abri et des soins aux évacués alors qu'il les transporte vers le sud jusqu'à Saïgon. Il revient à San Diego le 9 octobre et commence une routine d'alternance des opérations de formation locales le long de la côte ouest avec des déploiements en Extrême-Orient.
Le 26 mars 1955, le Bayfield arrive sur le site de l'amerrissage forcé du vol Pan Am 845/26 dans l'océan Pacifique et secourt les 19 survivants.
En février 1961, le Bayfield change de port d'attache de San Diego à Long Beach où il sert de navire amiral du commandant de l'escadron amphibie (PhibRon) 7. Sa première affectation est  pour un exercice amphibie majeur à Hawaï. Au cours de cette opération, le transport a l'ordre d'être dans le Pacifique occidental pour renforcer la 7e flotte pendant la crise du Laos. Cependant, la tension s'apaise rapidement et le Bayfield retourne à Hawaï pour terminer l'exercice d'entraînement interrompu avant de reprendre la route vers la côte ouest.
Le navire est de nouveau en Extrême-Orient en janvier 1962 et passe la majeure partie de sa tournée à l'étranger à participer à des exercices et à montrer le drapeau. Vers la fin de la mission, il reçoit des ordres pour la baie de Nakagusuku, à Okinawa, où il se tient pendant une autre crise au Laos. Fin juillet 1962, il retourne à Long Beach et reprend ses opérations à partir de son port d'attache. En octobre, il renonce à un autre exercice amphibie majeur à Hawaï en raison de la crise des missiles de Cuba. Il embarque des éléments de la 1re division des Marines et se dirige vers le canal de Panama pour soutenir les forces engagées dans la quarantaine de Cuba. À la fin de cette crise, le Bayfield retourne à Long Beach le 15 décembre.
Après une révision régulière du chantier naval Willamette à Richmond, en Californie, et une formation de recyclage hors de San Diego jusqu'au 6 juin 1963, le transport d'attaque reprend les opérations d'entraînement locales. Le 17 septembre, il part de Long Beach pour un autre déploiement dans le Pacifique occidental. Il est à Hawaï pendant trois semaines, puis va vers l'ouest le 16 octobre et arrive à la baie de Subic aux Philippines le 31 octobre. Il se rend à Hong Kong dans la dernière partie de novembre, pour retourner à la baie de Subic vers la fin du mois. Le navire passe le mois de décembre à opérer dans les eaux entre Okinawa et le Japon, s'arrêtant à Numazu, Yokosuka, Nagoya et Sasebo.
Le Bayfield organise une formation appelée opération Backpack à Pohang, en Corée du Sud et rejoint les Chinois nationalistes dans des exercices près de Taïwan au cours des deux premiers mois de 1964. Il débarque son contingent des Marines à Okinawa, à la mi-mars et retourne sur la côte ouest, arrivant à Long Beach le 6 avril. Le Bayfield opère depuis Long Beach pendant plus d'un an, puis est déployé au Viêt-Nam du Sud en mai 1965.
Le Bayfield retourne sur la côte ouest en décembre et reprend les missions de formation locales au début de 1966. Au printemps, il fait une révision de cinq mois au chantier naval Todd à Alameda, en Californie. Il repart jusqu'à l'île de Mare pour prendre des munitions, puis se rend au chantier naval de Hunters Point (San Francisco). Le Bayfield est à Hunters Point pendant les émeutes raciales et les membres de l'équipage sont escortés par la police de San Francisco. Le navire quitte le chantier naval le 26 septembre et passe plusieurs semaines à San Diego pour des manœuvres amphibies.
Le Bayfield entreprend une autre période de service en Extrême-Orient le 28 décembre, fait le plein à Pearl Harbor au début de janvier 1967 et poursuit sa route vers l'ouest. Il vient à Okinawa le 19 janvier et continue vers les Philippines. À la baie de Subic, le ComPhibRon 7 se met en route pour le Vietnam le 31 janvier.
Le navire sert de caserne flottante à Da Nang jusqu'au 15 février 1967, puis navigue vers Okinawa pour embarquer des Marines et du matériel pour la rotation vers la zone de combat vietnamienne. Le Bayfield retourne à Okinawa le 13 mars. En avril, il prend des troupes pour un autre débarquement et le fait au sud de Da Nang le 28 avril. Le transport continue de desservir les côtes du Vietnam jusqu'au 28 mai, transportant des troupes entre les points selon les besoins et transportant des blessés vers le navire-hôpital Sanctuary. Remplacé par le Duluth, le Bayfield rentre chez lui, par Sasebo, Hong Kong et Pearl Harbor. En août 1965, il participe à l'opération Starlite et le mois suivant, à l'opération Piranha.

## Retrait du service
L'USS Bayfield effectue des exercices jusqu'au 27 décembre 1965, date à laquelle il est placé en état de préparation réduite. Amarré à côté du Talladega à Long Beach, le Bayfield est préparé à l'inactivation. Il est mis en réserve le 28 juin 1968. Un comité d'inspection et d'enquête constate que le transport d'attaque impropre à de nouveaux services, et son nom est rayé du Naval Vessel Register le 1er octobre 1968. Il est vendu à la Levin Metals Corporation de San Pedro, Californie le 15 septembre 1969 et mis au rebut.

## Distinctions
Le DuPage reçoit quatre Battle stars pour la Seconde Guerre mondiale, quatre pour la guerre de Corée et deux pour la guerre du Viêt Nam.